# Macte animo

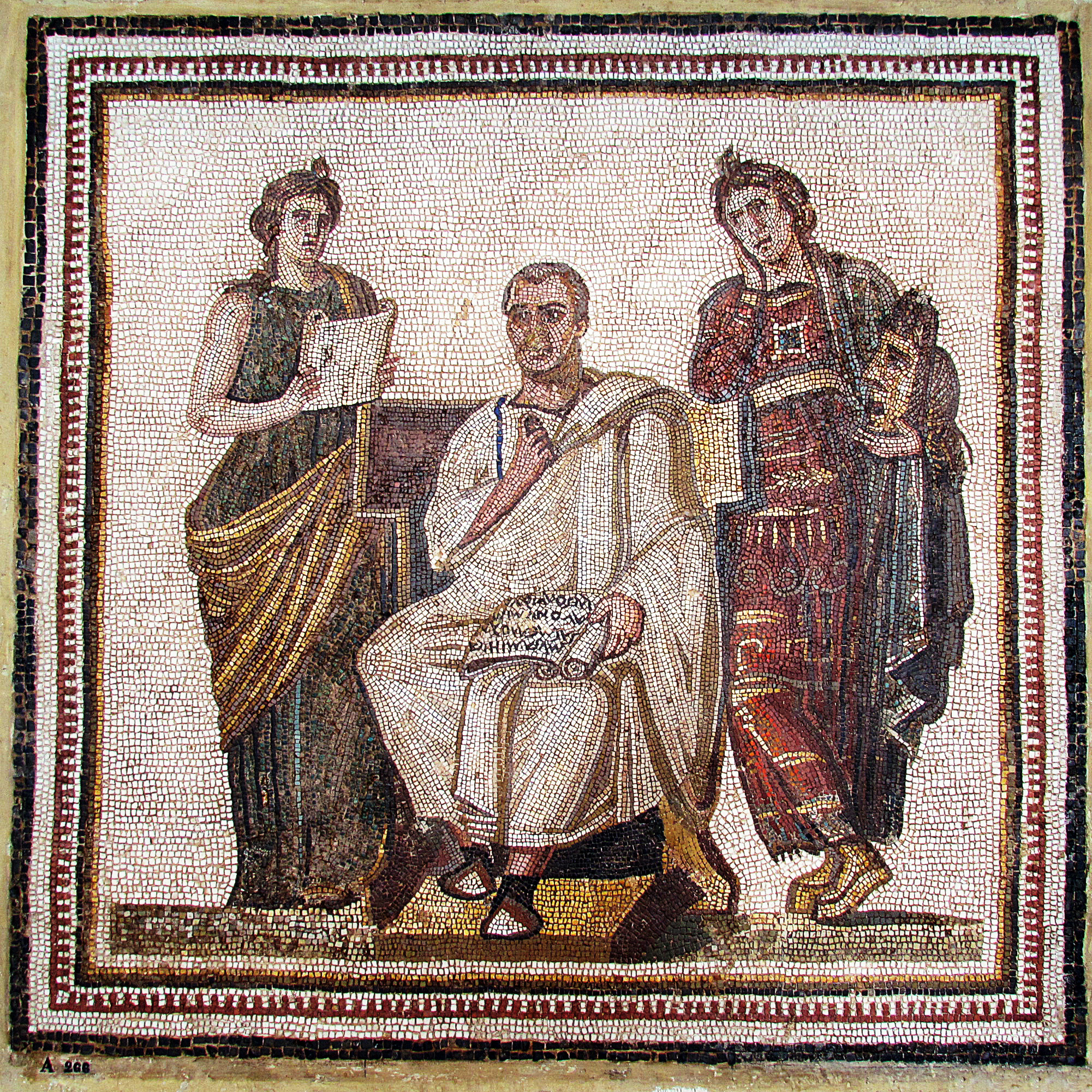
Virgilio con lEneide tra Clio e Melpomene (Museo nazionale del Bardo, Tunisi)

La locuzione latina Macte animo!, tradotta letteralmente, significa Coraggio! (Virgilio, Eneide, IX, 641).
La frase, usata spesso anche da Voltaire, è un invito a essere coraggiosi di fronte alle avversità, per ottenere il risultato desiderato. Nella sua forma originale è tratta dal libro IX dell'Eneide, dove è inserita al verso 641: "Macte nova virtute, puer, sic itur ad astra" traducibile in "Coraggio, fanciullo, è così che si arriva alle stelle".